# Victor Goldschmidt (Philosoph)
Victor Goldschmidt (* 28. September 1914 in Berlin; † 25. September 1981) war ein französischer Philosoph deutscher Herkunft.

## Leben
Victor Goldschmidt wurde als jüngstes Kind des Rechtswissenschaftlers James Paul Goldschmidt (1874–1940) in Berlin geboren. In den 1930er Jahren emigrierte er nach Frankreich, wo er ein Studium der Philosophie abschloss. Er lehrte als Professor Geschichte der Philosophie an verschiedenen französischen Universitäten, von 1956 bis 1966 an der Universität Rennes, von 1966 bis 1976 an der Universität Clermont-Ferrand und zuletzt an der Universität Amiens.

## Wirken
Goldschmidts Forschungsschwerpunkte lagen vor allem auf Platon und dem Platonismus, wozu er zahlreiche Veröffentlichungen vorgelegt hat, daneben auch auf Rousseau, Montesquieu und anderen.

## Publikationen (Auswahl)
- Écrits, tome I: Etudes de philosophie ancienne : Platon, Aristote, philosophie héllénistique, St Augustin, Des anciens et des modernes. Vrin, Paris 1984, ISBN 2-7116-0852-2
- Écrits, tome II: Etudes de philosophie moderne : Spinoza, Montesquieu, Rousseau, Hegel, Schopenhauer. Vrin, Paris 1984, ISBN 2-7116-0853-0
- Temps physique et temps tragique chez Aristote. Commentaire sur le Quatrième livre de la Physique (10–14) et sur la Poétique. Paris, Vrin, 1982.
- Remarques sur la méthode structurale en histoire de la philosophie, in: Métaphysique, Histoire de la philosophie. Recueil d’études offert à Fernand Brunner à l’occasion de son 60e anniversaire, Neuchâtel, 1981, Ss. 213–240, nachgedruckt in: Écrits, 2, Vrin, Paris 1984, p. 259–266.
- La doctrine d’Épicure et le droit, 1978.
- La dianoématique de M. Gueroult, in: Archiv für Geschichte der Philosophie 59. Band 1977, Heft 5, Ss. 304–312, nachgedruckt in: Ecrits,  2, Vrin, Paris 1984, Ss. 229–238.
- Anthropologie et politique, les principes du système de Rousseau, 1974.
- Platonisme et pensée contemporaine. Paris 1970.
- Questions platoniciennes. Paris 1970.
- La religion de Platon. Paris 1949.
- Les dialogues de Platon. Structure et méthode dialectique. Paris 1947, 5. Aufl. 1993.
- Le Paradigme dans la dialectique platonicienne. Paris 1947.
- Essai sur le «Cratyle». Contribution à l’histoire de la pensée de Platon. Paris 1940.